# 音浪強襲 第1輯
《音浪強襲 第1輯》（英語：Funk Wav Bounces Vol. 1）是蘇格蘭DJ和唱片藝人凱文·哈里斯的第五張專輯。其于2017年6月30日由哥倫比亞唱片正式放行。專輯有許多藝人伴唱其中，包括法蘭克海洋、Migos、Schoolboy Q、派對在隔壁、D.R.A.M.、年輕刺客、菲瑞·威廉斯、雅瑞安娜·格蘭德、未來小子、哈立德、特拉維斯·斯科特、史努比狗狗、約翰·傳奇、妮姬·米娜、凱蒂·佩芮、大尚恩、柯蘭尼、Lil Yachty和潔西·雷耶斯，同時包括主要共同創作人Starrah。